# Carlos Thompson
Carlos Thompson (* 7. Juni 1923 in Buenos Aires, Argentinien; † 10. Oktober 1990 ebenda; mit bürgerlichem Namen Juan Carlos Mundin Schaffter) war ein argentinischer Schauspieler und Schriftsteller.

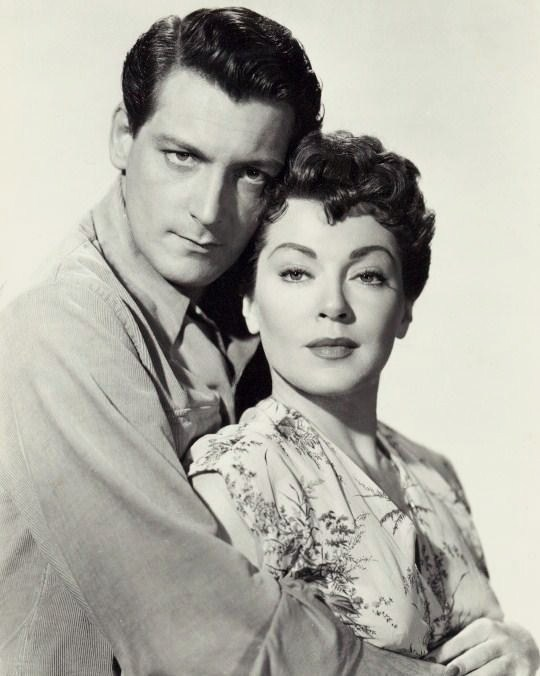
Carlos Thompson und Lana Turner im Film Flame and the Flesh (1954)

## Leben
Der Sohn deutsch-schweizerischer Einwanderer begann seine Karriere 16-jährig als Schauspieler beim Film 1939 in Argentinien mit Carlos F. Borcosques Werk Y mañana serán hombres (Männer von morgen). Er trat danach auch in Stücken von Giraudoux, Lope de Vega, Anouilh und anderen auf. Im Jahr 1958 spielte er die Hauptrolle neben Barbara Rütting und Wolfgang Preiss in dem von Wolfgang Becker inszenierten Kriminalfilm Ich war ihm hörig und neben Liselotte Pulver den Räuberhauptmann in der Komödie Das Wirtshaus im Spessart, der sich in die Comtesse von und zu Sandau verliebt. Nach weiteren Rollen trat er einen Studienaufenthalt in New York an und studierte danach einige Semester an der Universität von Buenos Aires.
Später unternahm er eine Weltreise über die Vereinigten Staaten, Kanada, Afrika und Kleinasien. Schließlich kehrte er zum argentinischen Film zurück. Daneben ging er auch seinen anderen künstlerischen Neigungen als Bildhauer, Maler und Schriftsteller nach.
In Argentinien erschienen ein Band mit Kurzgeschichten unter dem Titel All is God und der preisgekrönte Roman The Other Cheek und The Night and the Sun.
Thompson startete nach seiner Arbeit beim Film endgültig eine zweite Karriere als Schriftsteller und Historiker. Er unternahm eine detaillierte, auf eigenen Recherchen basierende Widerlegung der von David Irving (Accident. The Death of General Sikorski, 1967) und Rolf Hochhuth (Theaterstück Soldaten, Uraufführung 1967) aufgestellten Behauptung, Winston Churchill habe General Sikorski, den Chef der polnischen Exilregierung, ermorden lassen, indem er dessen Flugzeug sabotieren ließ. Sikorski kam am 4. Juli 1943 in Gibraltar bei einem Absturz kurz nach dem Start ums Leben.
Thompson heiratete am 21. September 1957 die Schauspielerin Lilli Palmer. Er motivierte sie, ebenfalls literarisch tätig zu sein, womit sie auf dem deutschen Markt großen Erfolg hatte. Vier Jahre nach dem Tod seiner Ehefrau nahm sich Thompson 1990 in Buenos Aires das Leben. Beigesetzt wurde er auf dem Cementerio de la Chacarita in Buenos Aires.

## Werke
- The assassination of Winston Churchill. C. Smythe, Buckinghamshire 1969. Deutsch als:

Die Verleumdung des Winston Churchill. Droemer-Knaur, München 1980, ISBN 3-426-03619-3. (Sachbuch, in dem Thompson die von David Irving und Rolf Hochhuth aufgestellte Behauptung widerlegt, Winston Churchill habe General Sikorski ermorden lassen.)
- Die Umklammerung. Roman. Droemer-Knaur, München 1978, ISBN 3-85886-066-2.

## Filmografie (Auswahl)
- 1954: Das Tal der Könige (Valley of the Kings)
- 1955: Frauen um Richard Wagner (Magic Fire)
- 1956: Im Sturm der Leidenschaft (Thunderstorm)
- 1956: Zwischen Zeit und Ewigkeit
- 1957: Auf Wiedersehen, Franziska!
- 1958: Das Wirtshaus im Spessart
- 1958: Stefanie
- 1958: Ich war ihm hörig
- 1959: Der lustige Krieg des Hauptmann Pedro
- 1959: Die Halbzarte
- 1959: Bezaubernde Arabella
- 1960: Das große Wunschkonzert
- 1960: Herrin der Welt
- 1960: Der Held meiner Träume
- 1960: Stefanie in Rio
- 1961: Frau Cheneys Ende
- 1962: Eheinstitut Aurora
- 1962: Finden Sie, daß Constanze sich richtig verhält?
- 1962: Der Zigeunerbaron
- 1963: Ferien wie noch nie
- 1965: Leben im Schloß (La Vie de château)